# 전지형차

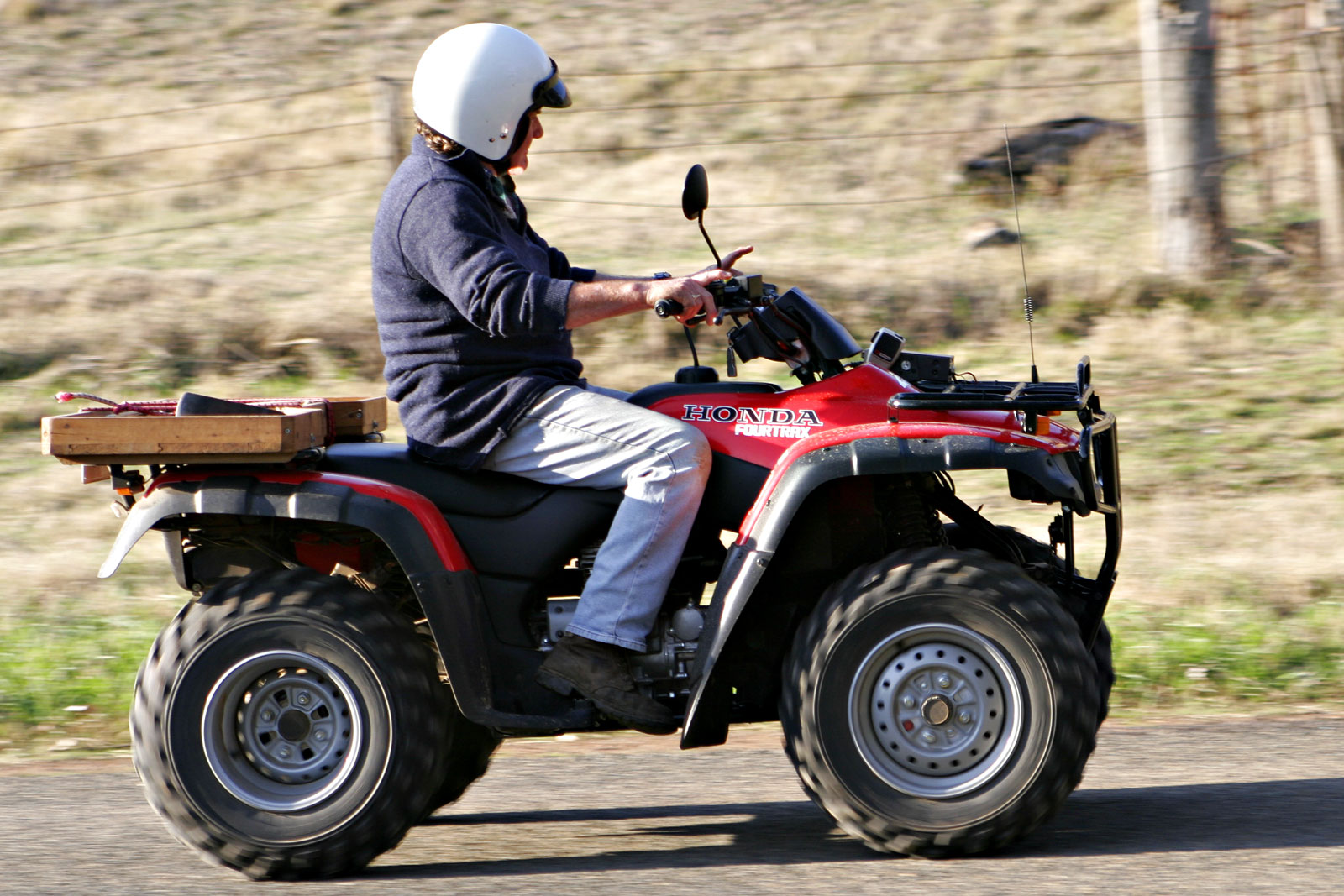
국내에서는 사륜 오토바이로 많이 알려져 있다

전지형차(all-terrain vehicle, ATV)는 사륜 오토바이를 포함하여 도로 이외의 지형에도 사용할 수 있는 탈것들을 지칭하는 용어이다. 네 개의 바퀴를 가진 모델이 주를 이루기 때문에 국내에서는 사륜 오토바이로 더 잘 알려져 있으며, 산악 오토바이로 불리기도 한다.

## 역사
최초의 ATV는 일본 혼다에서 1970년에 제작되었다. US90이라 이름붙은 이 모델은 후에 ATC90으로 변경된다. 이 모델은 레크리에이션용으로 제작되었으며, 서스펜션을 장착하지 않고 대신 벌룬 타이어를 사용하였다. 1980년초에 서스펜션과 낮은 타이어가 도입되었으며, 1982년에 혼다에서 제작한 ATC200E Big Red 모델은 서스펜션과 랙을 사용한 모델로서 첫 번째 실용 ATV가 된다. 다른 탈것들이 가지 못하는 지형에도 사용할 수 있는 잇점으로 인해 이 모델은 북미지역 사냥꾼들 및 산악길 주행용으로 애용되게 된다.
혼다에서는 스포츠용 ATV도 제작하였는데, 설계 및 엔진에 대한 특허로 인하여 시장을 거의 독점하였다. 1981년에는 최초의 고성능 삼륜 ATV로서 ATC250R을 제작하였는데, 이 모델은 풀 서스펜션과 248cc 2행정 기관을 사용하였으며, 5단 기어와 수동 클러치 및 앞바퀴 디스크 브레이크를 사용하였다. 스포츠 산악 주행용으로는 1983년에 제작된 ATC200X 모델이 유명하였는데, 이 모델은 다루기 쉬운
192cc 4행정 기관을 사용하였다.
일본의 스즈키 사는 4륜 ATV 개발의 선구자였다. 스즈키는 1983년에 첫 ATV를 판매하였으며, 모델은 QuadRunnerLT125로서 초심자들을 위한 레크리에이션 ATV였다.
1985년에 스즈키사에서는 고성능 ATV인 스즈키 LT250R QuadRacer를 선보였다. 롱트래블 서스펜션과 수냉식 2행정 기관 및 수동 변속장치를 사용한 모델로서, 매우 숙련된 사용자를 위한 ATV였다. 이에 대응하여 혼다에서는 그 다음 해에 FourTrax TRX250R을 내놓았으며, 가와사키에서는 Tecate-4 250을 내놓았다. 1987년 야마하에서는 다른 종류의 고성능 ATV로서 Banshee 350을 만들었는데, 이 모델은 RD350LC 오토바이에서 사용하는 두개의 실린더와 수냉식 2행정 기관을 탑재하였다. 다른 회사의 모델에 비해 무겁고 흙길에서 주행이 어려웠으나, 동력전달이 뛰어나 모래지형의 주행에 애용되었다.
실용 ATV의 개발도 빠른 속도로 이루어진다. 1986년 혼다의 FourTrax TRX350 4x4는 사륜 ATV의 시대를 열었으며, 다른 제작사들도 빠르게 사륜 ATV를 개발하여 4x4방식이 가장 대중적인 ATV로 자리잡게 되었다. 사륜 ATV는 사냥꾼, 농사, 농장, 건설현장에서 애용된다.
안전상의 이유로 인해 모든 제작사들은 삼륜 방식에서 사륜 방식으로 ATV를 변경하게 된다. 삼륜 모델은 제작사와 Consumer Product Safety Council의 동의안에 의해 1987년을 마지막으로 생산이 중단된다. 삼륜방식은 가벼운 무게와 앞바퀴가 하나인 영향으로 코너를 돌 때나 경사로에서 ATV가 뒤집힐 수 있는 위험성을 가지고 있다.
현재의 모델들도 스포츠용과 실용으로 나뉘어 제작되고 있다. 일반적으로 스포츠용은 작고 가벼우며 이륜구동을 사용하여 빠른 가속이 가능하고, 최고 속도는 시속 120km정도이다. 실용 모델은 스포츠용보다 크며 사륜구동을 사용하고, 최고속도는 시속 104km정도이다. 실용 모델은 선반이나 작은 화물칸을 이용하여 짐을 나를 수 있는 기능을 가지고 있다. 두 종류의 ATV들은 다른 무게와 특징으로 인해 지형별로 다른 잇점을 가진다.
바퀴 6개의 모델은 작은 화물칸을 추가하는 경우가 많으며, 수송할 수 있는 양을 늘리기 위해 뒷쪽에 추가도 바퀴를 장착한다. 이 모델들은 사륜구동(뒷쪽 바퀴 네개)이거나 육륜구동을 많이 사용한다.
운전자가 차량 내부에 타는 바퀴6개 또는 8개의 모델들이 있는데, 이는 AATV(amphibious all terrain vehicle)이라 불린다. 이 종류의 ATV는 육지 뿐만 아니라 습지대를 지날 수 있도록 뜰 수 있는 설계가 되어 있으며, 사륜 또는 삼륜 ATV 이전부터 미국에서
사용되어왔다. 현재 사용되는 모델로는 Argo와 MAX가 있다. 이 종류는 광섬유나 하드 플라스틱 몸체에 저압 타이어를 사용하며,
스키드 스티어 스티어링을 사용한다. 다른 ATV만큼 빠르지는 않지만 물에 뜰 수 있는 기능이 있으며, 느리지만 물에서도 타이어의 회전으로
가속이 가능하다.

## 기타
사륜 ATV가 삼륜 방식보다 안전성이 높아졌으나, 여전히 사고로 부상이나 사망의 위험이 있다. 많은 나라에서 16세 이상으로 ATV 사용을 규제하고 있으며, 국내에서는 12세 이상으로 규정되어 있다.
한국의 자동차, 바이크 메이커들은 ATV나 UTV를 생산하지 않기 때문에 부품, 완제품 전량이 수입되고 있다. 그덕에 전체값 자체가 매우 높으며 6륜과 같은 모델의 경우엔 거의 신형 승용차 한대값 정도를 나간다.
ATV에도 Power Steering이 도입되고 있다. 야마하()에서 EPS(Electric Power Steering)를 2007년에 상용제품 최초로 선보였다.

## 같이 보기
- 혼다
- 스즈키